# Бабій Михайло Васильович
Миха́йло Васи́льович Бабі́й (нар. 18 березня 1948, Вінниця) — український живописець. Член Національної спілки художників України з 1989 року, заслужений художник України (2012). Працює в галузі станкового та монументального живопису, в графіці.

## Біографія
Народився 1948 року у Вінниці.
Закінчив Одеське художнє училище імені М. Грекова (1963—1968), Київський державний художній інститут, факультет живопису (1969—1975). Його педагогами були Л. І. Вітковський, В. І. Гурін, В. А. Чеканюк, Т. М. Голембієвська, В. В. Шаталін. Працювавє на Вінницькому художньо-виробничому комбінаті.
Учасник обласних з 1979 року та всеукраїнських виставок з 1985 року, міжнародних артфестивалів (США, Польща, обидва — 1992), місто Київ — 1996—1999 роки, трієнале живопису І-ІІ, місто Київ. Персональні виставки: Черкаси — 1992, 1993, Нью-Йорк — 1992, Вінниця — 1998.

## Твори
Твори зберігаються у Хмельницькому музеї сучасного мистецтва України, Вінницькому обласному краєзнавчому музеї, Вінницькому обласному художньому музеї, є власністю Міністерства культури України.
Творчий доробок на царині станкового живопису та графіки становить понад 700 творів.
Понад 200 полотен автора зберігаються в приватних колекціях Франції, Німеччини, Бельгії, Голландії, Польщі, Росії, України.

#### Основні твори
«Гімн Батьківщини» (1979), «Цукор Поділля», «Реґбі» (обидва — 1986), «Портрет художника М. Н. Чорного», «Продовження» (обидва — 1987), «Катерина» (1988), «Море» (1989), «Вінниця. Відлуння 1943 року» (1990), «Портрет Олени Бабій», «Літній вечір у Вінниці» (обидва — 1993), «Пам'ять. В. Івасюк», «Соляне озеро» (обидва — 1995), «Плантації хмелю на Поділлі», «Козацька зброя», «Вербна поліфонія» (усі — 1996), «Вечеря» (1997), «Потужний врожай», «Батьки», «Меланхолія» (усі — 1998), «Подолянка Катерина» (2000), «Архітектоніка літа» (2001), «Мистецтвознавець Ю. Присяжна» (2001).
|                                   | Михайло Бабій — художник багатьох граней. Він опановує будь-які жанри образотворчого мистецтва (тематична картина, портрет, пейзаж, натюрморт, абстрактне мистецтво), зберігаючи при цьому свій власний неповторний стиль. Його твори завжди можна впізнати без підпису. Його живописні імпровізації вражають і надихають. Саме імпровізаційність творчого мислення міцно закріпила за Михайлом Бабієм амплуа «джазового» художника. Ґрунтовна академічна освіта у поєднанні з природним даром дозволяє йому сміливо та якісно поєднувати нестандартність мислення із переконливістю втілення. |
| — Юлія Присяжна, мистецтвознавець | |